# Solanum imbaburense
Solanum imbaburense är en potatisväxtart som beskrevs av Sandra Diane Knapp. Solanum imbaburense ingår i släktet skattor som ingår i familjen potatisväxter. IUCN kategoriserar arten globalt som sårbar. Inga underarter finns listade i Catalogue of Life.